# Kwelscherm

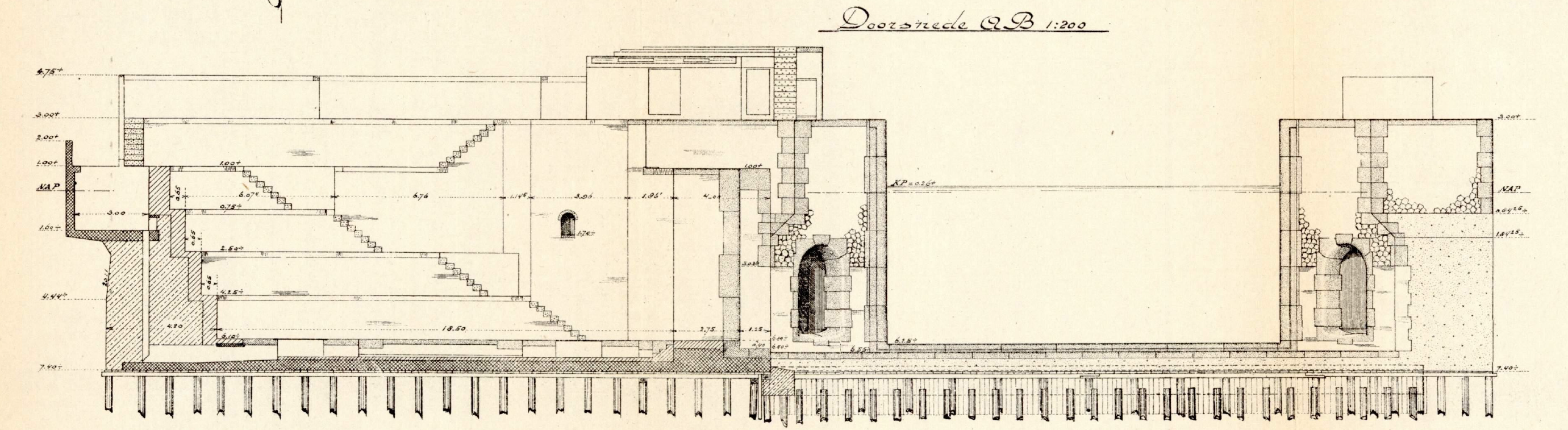
Dwarsprofiel over de sluiskolk van Hansweert, 1917

Een kwelscherm is een kunstmatige maatregel om kwelwater tegen te houden. Een kwelscherm wordt meestal in of bij een dijk aangelegd. Indien een kabel of leiding een dijk kruist wordt om dat object een kwelscherm aangebracht, dat kan bijvoorbeeld een PE plaat zijn van ongeveer een meter bij een meter. Als er over een langere afstand een zandlaag onder een dijk ligt kan deze afgesloten worden met een kwelscherm bestaande uit damwanden tot de onderkant van de zandlaag (als er tenminste een afsluitende laag aanwezig is).
Bij kunstwerken wordt ter voorkoming van achterloopsheid en onderloopsheid ook vaak een kwelscherm aangelegd. In bijgaande figuur is een kwelscherm van houten damwandplanken aangebracht onder de sluiskolk van de oude sluis van Hansweert (1917).

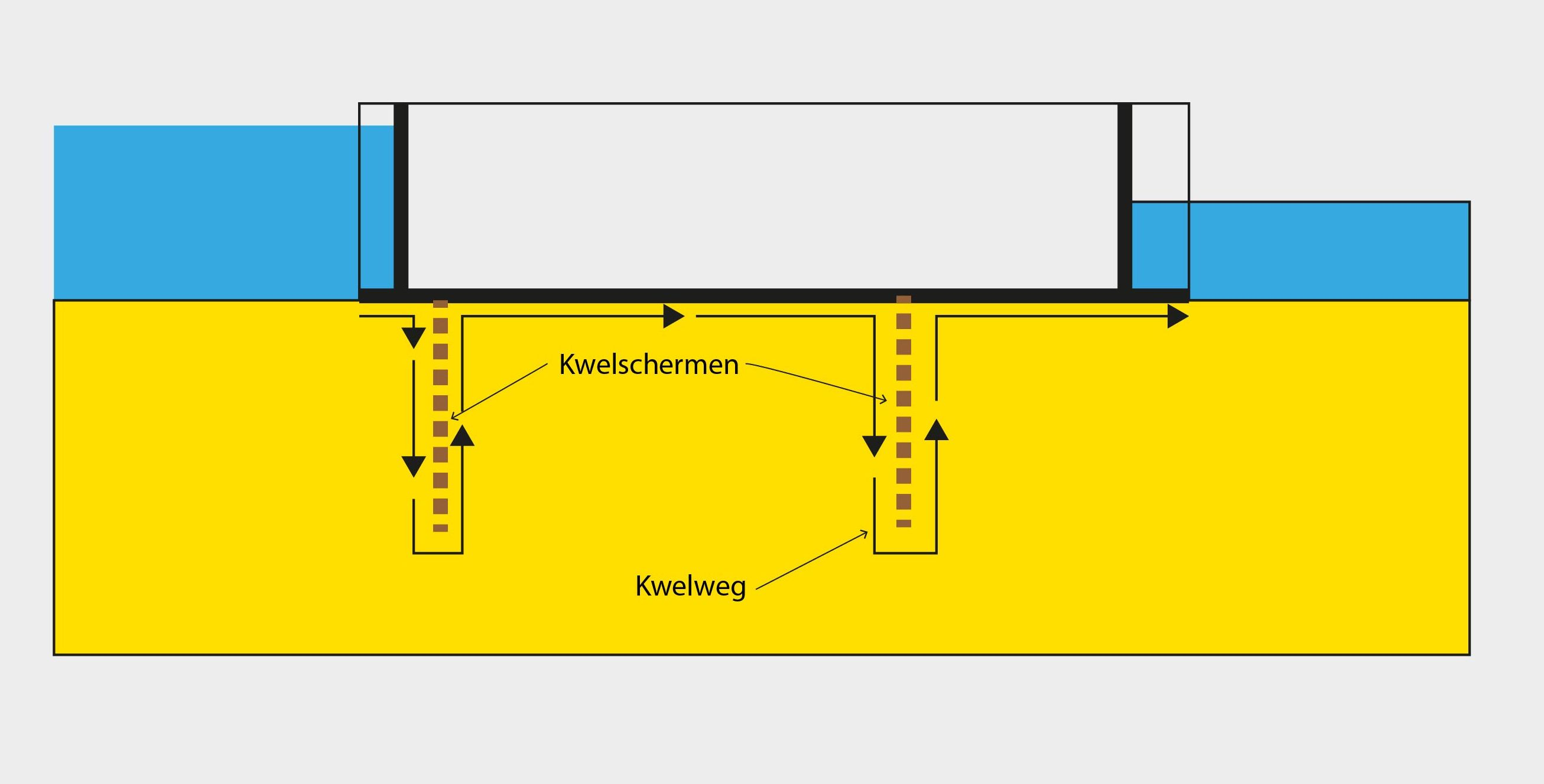
Kwelweg, kwelweglengte en kwelschermen onder een constructie